# Lobby nucléaire
 (novembre 2023).
Le lobby nucléaire est un groupe d'intérêts exerçant une influence auprès des personnalités politiques, des médias et de l'opinion publique en vue de soutenir l'utilisation de l'énergie nucléaire.
Le lobby nucléaire est engagé dans le débat sur l'énergie nucléaire qui met en jeu de nombreux acteurs (industriels, technocrates, organisations étatiques, associations d'expert, associations écologiques…), en avançant les arguments pro-nucléaires.
Les mouvements antinucléaires dénoncent la collusion qui existe entre, selon eux, les exploitants d'installations nucléaires, les institutions internationales, les institutions étatiques, les grands médias et une partie du monde de la recherche,,,,,.
Face au groupe de pression sur le nucléaire, des associations écologiques et d'experts développent des argumentaires à opposer aux avantages de l'énergie nucléaire.

## Enjeux et faits
Le lobby nucléaire se composerait des grandes institutions, entreprises et corps, maîtres d'œuvre de la filière organisant les recoupements entre les intérêts liés à la technologie civile du nucléaire, à son étude et utilisation scientifiques et industrielles, et ceux liés à ses applications militaires.
Pour les militants antinucléaires, les membres du lobby nucléaire, en particulier les plus influents, formeraient une élite de « nucléocrates » : fonctionnaires ou industriels pro-nucléaires, hommes politiques. Le lobby nucléaire contrôlerait[Comment ?] selon eux tout débat sur le nucléaire et sur l’énergie, et diffuserait un discours pro-nucléaire auprès des élus, dans les écoles et dans les médias, au bénéfice de l'industrie nucléaire.
Les partisans de l'énergie nucléaire dénoncent de leur côté les a priori des antinucléaires qui seraient atteints de « nucléophobie », c'est-à-dire une peur irraisonnée et idéologique de tout ce qui peut avoir trait à l'énergie nucléaire, assimilée immédiatement aux bombardements atomiques de Hiroshima et Nagasaki ou aux catastrophes de Tchernobyl et de Fukushima. Pourtant, selon une étude, la production d'électricité par le nucléaire ferait 350 fois moins de mort que celle au charbon, et 260 fois moins que celle au pétrole. Une autre étude a estimé que le nucléaire faisait 2 500 fois moins de morts que le charbon, 900 fois moins que le pétrole, 600 fois moins que la biomasse, 100 fois moins que le gaz naturel, 35 fois moins que l'hydraulique, 11 fois moins que le solaire photovoltaïque posé sur toit et 3,75 fois moins que l'éolien,. Le nombre de victimes de la catastrophe de Tchernobyl fait cependant débat. Le Comité scientifique des Nations unies pour l'étude des effets des rayonnements ionisants (Unscear) ne reconnaît officiellement qu’une trentaine de morts chez les opérateurs et pompiers tués par des radiations aiguës juste après l’explosion, les estimations de la mortalité à long terme due à un cancer varient de 8 000 à 60 000 morts.
Les nouveaux débats entre pro et anti nucléaires se positionnent autour des actions à mettre en œuvre pour lutter contre le dérèglement climatique, le nucléaire évitant 2,5 % des émissions de gaz à effet de serre au niveau mondial selon Greenpeace. L'énergie nucléaire permet donc une production d'électricité bas-carbone.
Les liens entre l'Organisation mondiale de la santé (OMS) et l'Agence internationale de l'énergie atomique (AIEA) sont mis en cause[Comment ?],. Selon Richard Horton dans The Lancet, « lorsqu’il s’agit de Tchernobyl ou Fukushima et de la menace de contamination radioactive, on n’a peut-être pas dit toute la vérité. Et l’OMS a la responsabilité d’établir cette vérité, aussi inconfortable soit-elle pour les États-membres ou les agences qui lui sont liées »,.

## France
En France, le lobby nucléaire s’incarne par des partisans présents aux postes clés de la fonction publique et de grandes entreprises. Ces partisans sont issus de formations telles que le corps des Mines, l'École polytechnique ou l'École nationale d'administration. Issu notamment de grands corps de fonctionnaires, de centres de recherche et d'entreprises à participation publique, le lobby nucléaire a contribué dans les années 1950 à développer en France « l'excellence scientifique nucléaire à usage civil et militaire », en faisant « le pays le plus dépendant de l'atome au monde ».

### Contexte
La France est en 2012 le premier exportateur d'électricité au monde, grâce à ses 58 réacteurs nucléaires. En 2022, selon RTE, si « le système électrique français est historiquement largement exportateur, les incertitudes persistantes sur la disponibilité du nucléaire et sur les dates et le rythme de mise en service de nouveaux moyens de production, combinées à des ambitions rehaussées en matière d’électrification et de réindustrialisation, pourraient à terme conduire à réduire largement les marges de production d’électricité en France ». Pour la première fois depuis les années 1980, les importations ont largement dépassés les exportations.
Les gouvernements successifs ont largement favorisé l'équipement des logements neufs en chauffage électrique, parallèlement au développement du programme électronucléaire, jusqu'à l'adoption de la norme RE2012, ce qui a accentué la pointe de consommation électrique journalière et saisonnière,. La France est en effet un pays parmi les plus « thermosensibles », en hiver sa consommation électrique augmente de 2 400 MW par degré Celsius de température extérieure en moins. En 2013, l’Insee estime qu’environ 87 % des logements chauffés à l’électricité utilisent comme chauffage électrique des radiateurs muraux[réf. souhaitée]. La réglementation RE2020, qui doit s’appliquer aux bâtiments neufs, devrait favoriser les modes de chauffage électrique, notamment ceux plus efficaces telles les pompes à chaleur,[source secondaire souhaitée].
En France, la vente des véhicules thermiques doit être interdite en 2040. Le passage du parc automobile au tout-électrique préconisé pour lutter contre le réchauffement climatique doit entraîner une augmentation de la consommation électrique qui irait dans le sens d'un mix de production électrique comprenant le nucléaire. « Pour répondre à ce défi, RTE rappelle que d’ici 2035, la France disposera de 615 TWh de production décarbonée (si l’on suit bien la trajectoire de la Stratégie nationale bas carbone-SNBC), principalement issu du nucléaire et de l’énergie renouvelable »,. « Ces diverses modélisations vont d’une option 100 % d’énergie renouvelable à une option 50 % de nucléaire. Les trois premiers scénarios misent sur l’implantation des énergies renouvelables et un démantèlement progressif des centrales nucléaires. Les trois derniers scénarios envisagent une implantation des énergies renouvelables à un rythme moins soutenu, ce qui implique la création de nouveaux EPR »,,.
En octobre 2021, la Commission européenne travaille sur la « taxonomie verte », ou classement des activités économiques en fonction de leurs émissions de CO2 et de leurs conséquences sur l’environnement. Classé « vert » en 2022, le financement du nucléaire en sera facilité.
Selon Le Monde, en 2021 « la filière nucléaire est confrontée à des défis majeurs : obtenir la prolongation d’une partie des réacteurs et convaincre les pouvoirs publics d’engager de nouveaux chantiers au plus vite ».

### Groupes de pression
Le lobby nucléaire est l'un des réseaux les plus influents de la 5e République et compte des membres à droite comme à gauche,.
Le principal organisme du lobby nucléaire français est l'entreprise Électricité de France (EDF) dont une partie de l’activité est liée à l'exploitation prolongée des réacteurs déployés et la mise en chantier de nouvelles centrales,,,,. Le lobby nucléaire comprendrait aussi[réf. nécessaire] :
- l'Agence internationale de l'énergie atomique (AIEA) ; « en collaboration avec ses 175 États membres et ses nombreux partenaires, elle œuvre à la promotion de l’utilisation sûre, sécurisée et pacifique des technologies nucléaires »[38]
- le Commissariat à l'énergie atomique (CEA)[18],[37];
- Orano entreprise spécialisée dans le cycle du combustible, le démantèlement et le transport de combustible neuf ou usé (ex. : Areva NC)[39] ;
- Framatome filiale d'EDF, d’Assystem et du japonais Mitsubishi Heavy Industries ;
- le Groupement des industriels français de l'énergie nucléaire (Gifen)[39] ;
- l'Agence nationale pour la gestion des déchets radioactifs (ANDRA)[40] ;
- le Haut Comité pour la transparence et l’information sur la sécurité nucléaire (HCTISN) ;
- la Fédération nationale des mines et de l'énergie CGT[17]
- la Société française d'énergie nucléaire (SFEN)[37],[39] ;
- les Voix du nucléaire[41].
- le Cercle d’étude réalités écologiques et mix énergétique (Cérémé)[41]

Selon Bernard Laponche, ancien directeur de l'Agence française pour la maîtrise de l'énergie, la recherche sur le nucléaire a pris une part importante du financement disponible du fait de la priorité accordée par l'État à ce domaine (par exemple pour la recherche sur l'énergie, voir l'argent consacré à ITER). L'ancien directeur déclare : « Tous les prétextes ont été bons pour limiter le développement des énergies renouvelables. Et il est clair que le lobby électronucléaire a été et reste extrêmement actif dans ce domaine. Le drame est qu'il est totalement soutenu par l'appareil d'État ».
En avril 2012, Greenpeace a représenté une cartographie du lobby nucléaire sur un site intitulé FaceNuke, ou le réseau social du nucléaire. Selon Greenpeace, le lobby nucléaire fait la politique énergétique de la France. Le procédé n'a pas fait l’unanimité, en particulier l'association Sauvons le climat a dénoncé vivement à la fois la méthode, qui n'est d'autre qu'un fichage massif déguisé, et le fait que la liste inclut un nombre élevé de ses membres, ainsi que de chercheurs et autres personnes n'ayant qu'un lien anecdotique avec le domaine des technologies du nucléaire.
En France, plusieurs associations écologistes font partie du mouvement pro-nucléaire, par exemple Voix du nucléaire et Sauvons le climat.
Le 12 février 2021, un appel de l’Association de défense du patrimoine nucléaire et du climat (PNC-France) de soutien à la filière nucléaire française est lancé, afin de faire pression sur les pouvoirs publics pour obtenir la construction de nouveaux réacteurs. Il est signé par une cinquantaine de personnalités. « La bataille du lobbying est déjà lancée ».
Selon le Canard enchaîné du 1er mars 2024, « l’Élysée veut réduire le rôle des experts de l'IRSN cloués au pilori par le lobby pro-atome », « avant de lancer le chantier de ses nouveaux EPR ». L'exécutif souhaite fusionner l’ASN, chargée du contrôle et de la décision, et l’IRSN, chargé de la recherche et de l’expertise.« la fusion des deux structures est une vieille revendication d'EDF ». Les analyses des experts ne seront plus rendues publiques avant que l'Autorité de Sûreté Nucléaire et de Radioprotection (ASNR), la nouvelle structure, ait pris une décision.